# Perdita glamis
Perdita glamis är en biart som beskrevs av Timberlake 1980. Perdita glamis ingår i släktet Perdita och familjen grävbin. Inga underarter finns listade i Catalogue of Life.